# Brandspuithuisje (Baarn)
Het voormalige brandspuithuisje aan de Van Lenneplaan 8 is een gemeentelijk monument in Baarn in de provincie Utrecht.
Het pand is in 1895 gebouwd voor een van de vijf Baarnse brandspuiten. De voorgevel is gedecoreerd met gekleurde bakstenen. Boven de dubbele deuren is een rond venster. De garage links is van later datum, het brandspuithuisje is in de negentiger jaren van de 20e eeuw gerenoveerd.

## Van brandspuithuisje naar kazerne
Sinds de oprichting van de brandweer in 1831 werden op meerdere plekken de materialen opgeslagen: slangenwagens, standpijpen, straalpijpen, slangen, touwen en ladders. Maar ook carbidlantaarns, rookhelmen en beenstukken. De opslag gebeurde in brandspuithuisjes. Niet alleen in Baarn, maar ook bij de Eembrug in Eembrugge en bij de openbare school te Lage Vuursche stond zo'n huisje. In Baarn stonden de brandweerhuisjes aan de Van Lenneplaan en Laanstraat 1. Verder stonden ze bij de openbare school aan de Eemnesserweg, de openbare school aan de Oosterheide en kasteel Groeneveld.
In 1931 werd in Baarn een motorbrandspuit aangeschaft. Deze werd gestald in de garage van de familie Messing aan de Brink (Laanstraat). De motorspuit met trekker kreeg een plaats in de garage van de gemeentereiniging. De mechanische ladder werd gestald in het voormalige spuitenhuis aan de Eemnesserweg. In 1947 werd besloten tot de bouw van een nieuwe brandweerkazerne met slangentoren aan de Eemnesserweg 52. Ernaast werden twee dienstwoningen voor de chauffeurs gebouwd.